# Rio Cărpeniş
O Rio Cărpeniş é um rio da Romênia, afluente do Ialomicioara, localizado no distrito de Dâmboviţa.